# Вулиця Боричів Тік
Вулиця Бо́ричів Тік — вулиця в Подільському районі міста Києва, місцевість Поділ. Пролягає від Боричевого узвозу до Фролівської вулиці.
Прилучаються вулиці Ігорівська, Андріївська, Покровський провулок і Андріївський узвіз.

## Історія
Місцевість, де пролягає вулиця, відома ще з часів Київської Русі. У X—XVII століттях тут селилися переважно ремісники. Власне вулиця Боричів Тік по її сучасній лінії виникла після Подільської пожежі 1811 року, яка знищила дерев'яну забудову і, за свідченнями очевидців та архівними документами, «перетворила на попіл найкращу частину міста». Вулиця була прокладена у зв'язку з переплануванням Подолу за проєктом архітектора Вільяма Гесте, згідно з яким Поділ був поділений сіткою вулиць на прямокутні квартали.
На вулиці Боричів Тік зберігся садибний характер малоповерхової післяпожежної забудови початку XIX століття, окремі будинки якої взято на державний облік та під охорону як пам'ятки містобудування та архітектури.

## Походження назви
Про походження назви вулиці існує декілька версій: за одною з них, вона виникла від історичної місцевості Борич (урочище Боричів, Зборичев, гора Борич, що, за окремими свідченнями, є давньою назвою Андріївської гори). За іншою версією назва походить від давньоруської урядової посади борича (бірюча, бируча), що відповідає нинішньому митнику (адже поблизу Боричева Току у давнину знаходилася митниця). В історичній літературі згадується також воєвода Борич. Слово «тік» за однією версією — скорочена назва «товчка» (торгу), за іншою — скупчення джерел та струмків, що витікали з-під гори. Ще одна версія підкреслює значення слова «тік» як місця для обмолоту хліба.

## Пам'ятки історії та архітектури
- буд. № 20/4 — будинок причту церкви Миколи Доброго, 1832. Архітектор П. Дубровський. Пам'ятка архітектури. Одноповерховий дерев'яний будинок у стилі класицизму, зразок традиційного міщанського житла київського Подолу першої половини ХІХ ст. За даними ЗМІ, у 2021 році на місці пам'ятки планувалося зведення восьмиповерхового «громадського центру з паркінгом»[1].
- буд. № 22-а — житловий будинок, 1816. Пам'ятка архітектури. Характерний зразок забудови Подолу після пожежі 1811 р.
- буд. № 23/3 — житловий будинок, початок ХІХ ст. Пам'ятка архітектури. Характерний зразок забудови Подолу після пожежі 1811 року. Відселений, перебуває в занедбаному стані.
- буд. № 23-а — житловий будинок, 1854 Пам'ятка архітектури. Характерний зразок забудови вулиці середини ХІХ ст.
- буд. № 25 — житловий будинок, перша половина ХІХ ст. Пам'ятка архітектури та історії. На фасаді будинку 1965 було відкрито меморіальну дошку грузинському діячеві революційного руху в Російській імперії, соціал-демократові Ладо Кецховелі, який проживав тут у 1894—1896 роках (дошка — граніт; архітектор В. П. Шевченко), розбита  «невідомими» у січні 2013 року[2], остаточно демонтована 2014[3].
- буд. № 27 — житловий будинок, ХІХ ст. Двоповерховий. Нині відселений, у лютому 2022 року в ньому сталася пожежа[4] (у низці медіапублікацій про цю пожежу помилково вказано адресу сусіднього будинку № 25). Наразі перебуває в напівзруйнованому стані.
- буд. № 35 — житловий будинок, 1903 Пам'ятка архітектури та містобудування. Еклектика.
- буд. № 43/5 — житловий будинок, перша половина ХІХ ст. Пам'ятка архітектури. Типовий проєкт.

## Зображення

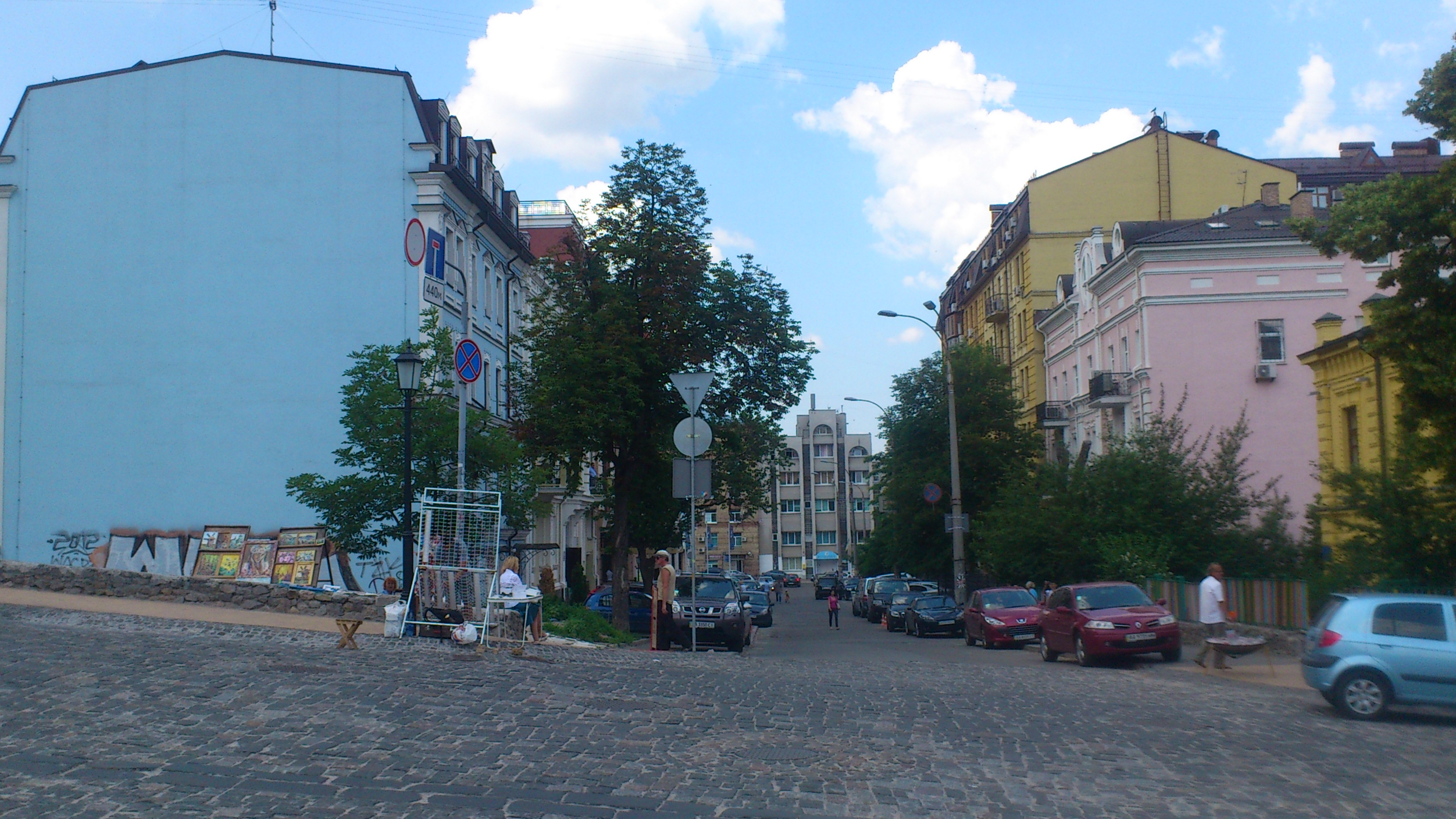
Вид з Андріївського узвозу в напрямку Фролівської вулиці
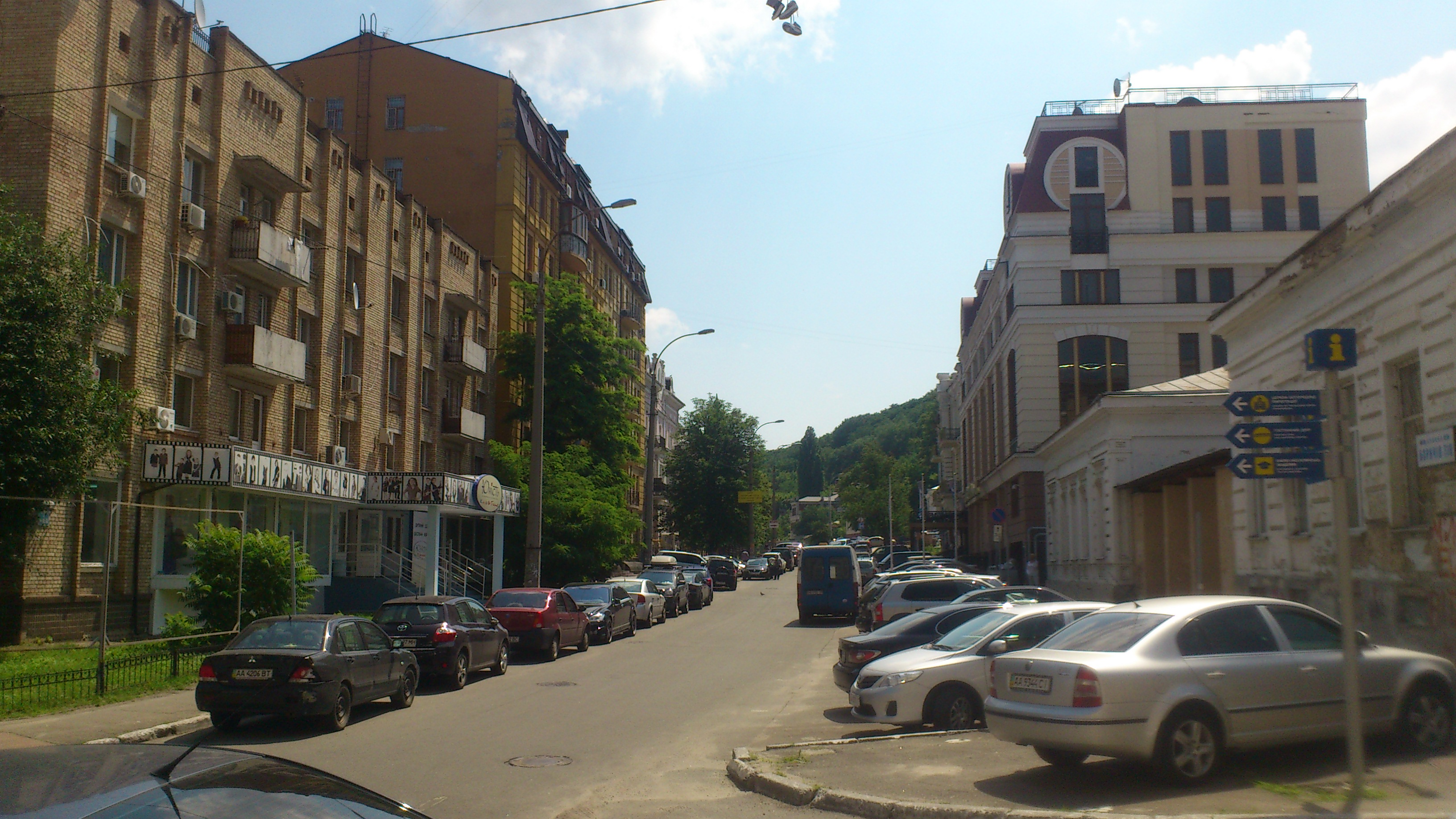
Вид з Фролівської вулиці
Будинок № 20/4
Будинок № 22-А
Будинок № 25. Фото 2025 року
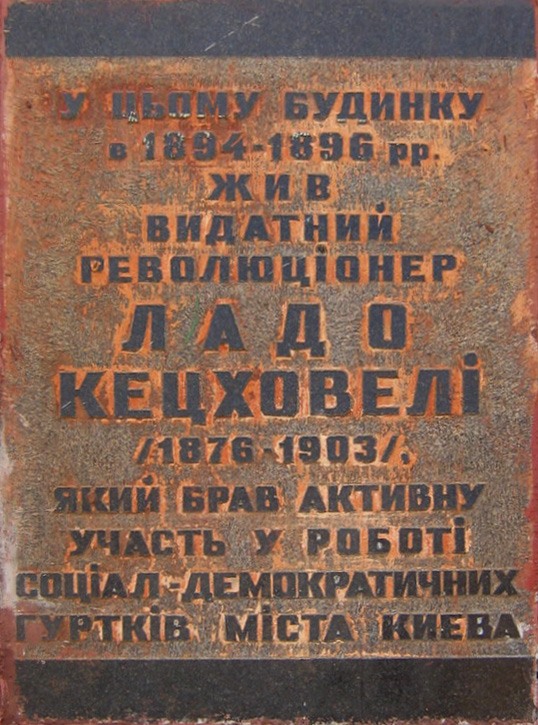
Меморіальна дошка грузинському революціонеру Ладо Кецховелі (буд. № 25, втрачена)
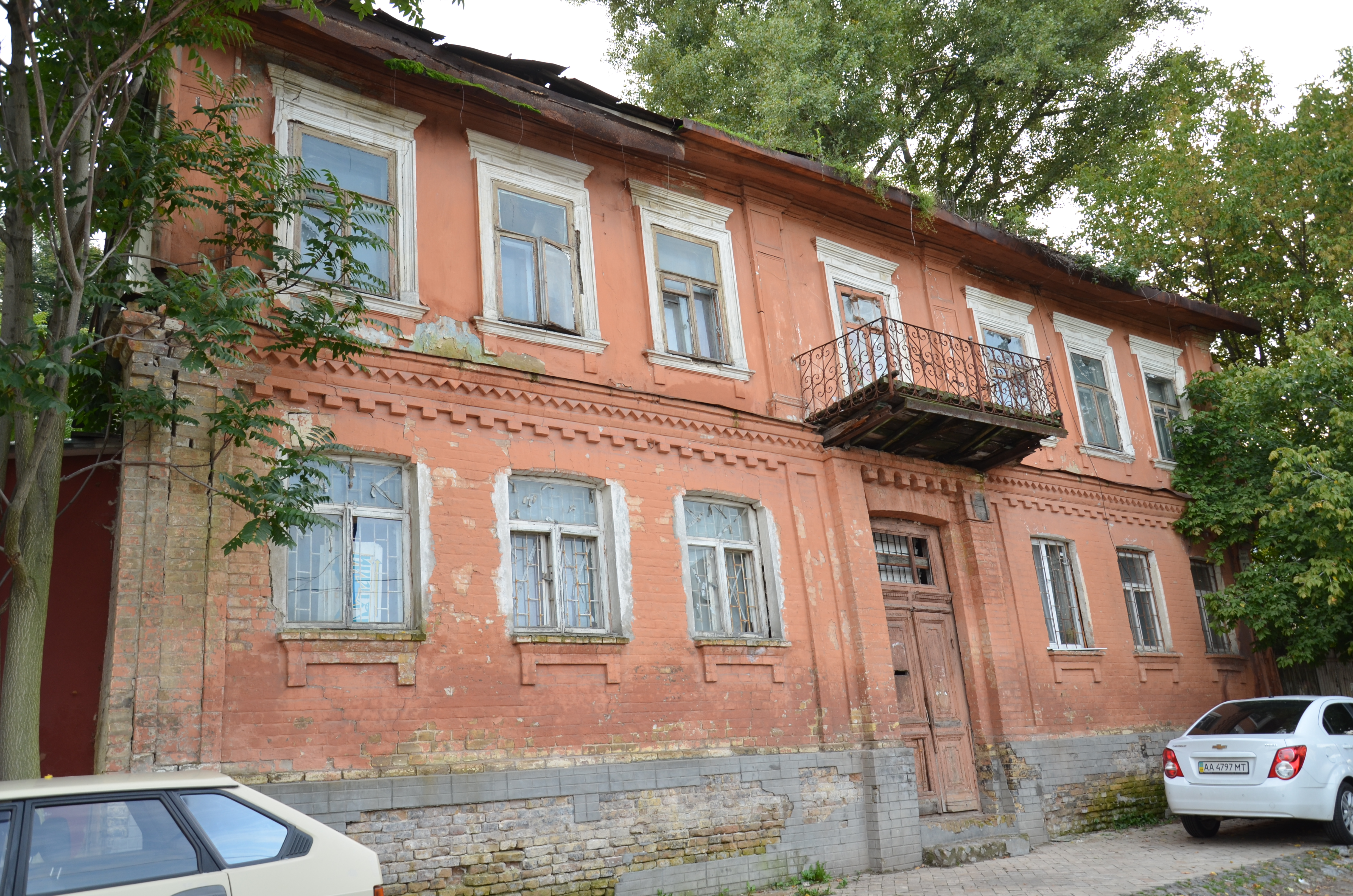
Будинок № 27. Фото 2013 року
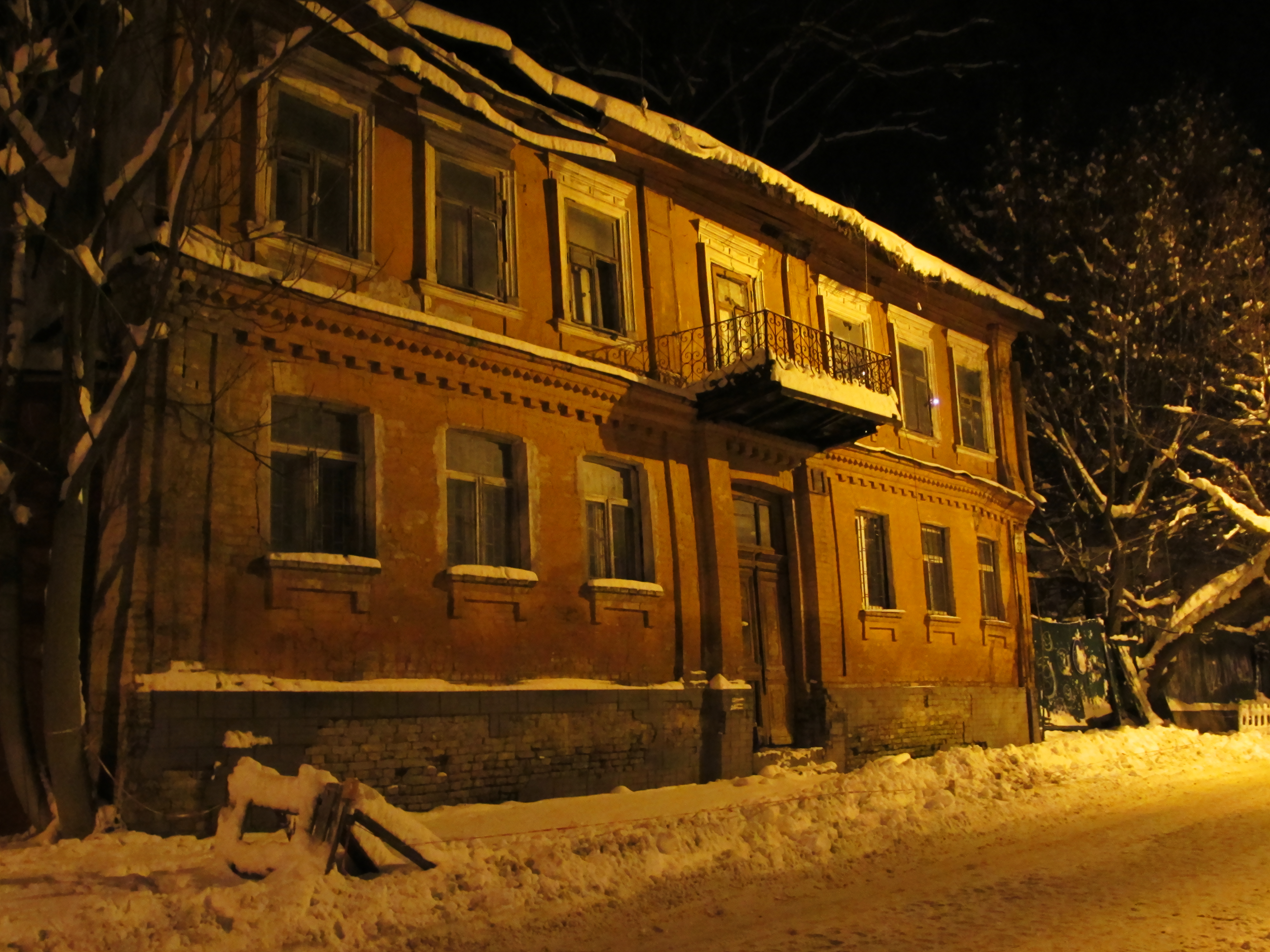
Будинок № 27. Фото 2015 року
Будинок № 27 (станом на травень 2025 року)